# Emmanuel Babayaro
Emmanuel Babayaro, född den 26 december 1976 i Kaduna, Nigeria, är en nigeriansk fotbollsspelare. Vid fotbollsturneringen under OS 1996 i Atlanta deltog han i det nigerianska lag som tog guld. Han är bror till Celestine Babayaro.